# برینمور

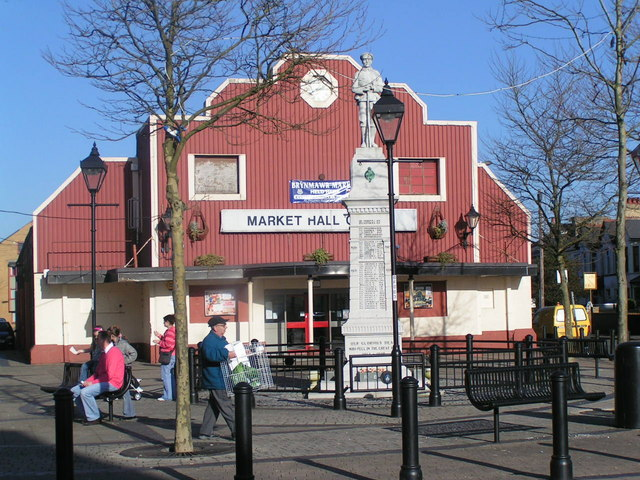
نگاره‌ای از یک مرکز خرید در شهر برینمور

برینمور (به انگلیسی: Brynmawr) نام شهری است واقع در استان ولز بریتانیا. برینمور در اصل شهر بازاری است در بلنو گوئنت، جنوب استان ولز و گاه به عنوان مرتفع‌ترین شهر ولز نیز از آن یاد می‌شود، زیرا این شهر در ۳۸۰ تا ۴۶۰ متری بالاتر از سطح دریا و بر روی تپگان ولز جنوبی قرار دارد. شهر برینمور در اصل در قرن ۱۹ و با پیشرفت صنایع آهن و معادن زغال‌سنگ درمنطقه پدید آمده‌است.